# Mathurin Madoré
Mathurin Madoré (12 de enero de 1996) es un deportista francés que compite en piragüismo en la modalidad de eslalon. Ganó dos medallas en el Campeonato Europeo de Piragüismo en Eslalon, en los años 2020 y 2025.

## Palmarés internacional
| Campeonato Europeo | Campeonato Europeo         | Campeonato Europeo | Campeonato Europeo  |
| Año                | Lugar                      | Medalla            | Competición         |
| ------------------ | -------------------------- | ------------------ | ------------------- |
| 2020               | Praga (República Checa)    | Medalla de oro     | K1 por equipos      |
| 2025               | Vaires-sur-Marne (Francia) | Medalla de plata   | K1 cross individual |